# Biskupská kupa
Biskupská kupa (889 m), někdy též Biskupská kopa (polsky Biskupia Kopa, německy Bischofskoppe), je kopec ležící 2,5 km východně od Zlatých Hor na česko-polské hranici. Je částí Zlatohorské vrchoviny a zároveň i nejvyšším bodem Hynčické pahorkatiny. Patří mezi vrcholy Koruny hor Polska. Na vrcholu kopce stojí nejstarší rozhledna v Jeseníkách.
Biskupská kupa byla od středověku hraniční horou. Od roku 1229 rozdělovala biskupství olomoucké a biskupství vratislavské, po slezských válkách panství Habsburků a Hohenzollernů a v současnosti leží na hranici České republiky a Polska. Česká strana vrcholu katastrálně přísluší k městu Zlaté Hory (okres Jeseník) a jihovýchodní svahy pod obec Petrovice (okres Bruntál).

## Přístup
Na Biskupskou kupu je možné dojít po zelené turistické značce ze Zlatých Hor. Na cestě dlouhé 4 km je ovšem nutno počítat s převýšením kolem 450 m. Mírnější přístup je po Naučné stezce sv. Roch z Petrových Bud. Přes Biskupskou kupu vede také modrá značka z Petrovic k hraničnímu přechodu Zlaté Hory (leží na ní i zřícenina hradu Leuchtenštejn) a červená pohraniční značka. Vzhledem ke vstupu České republiky i Polska do schengenského prostoru je pohyb po hranici volný.

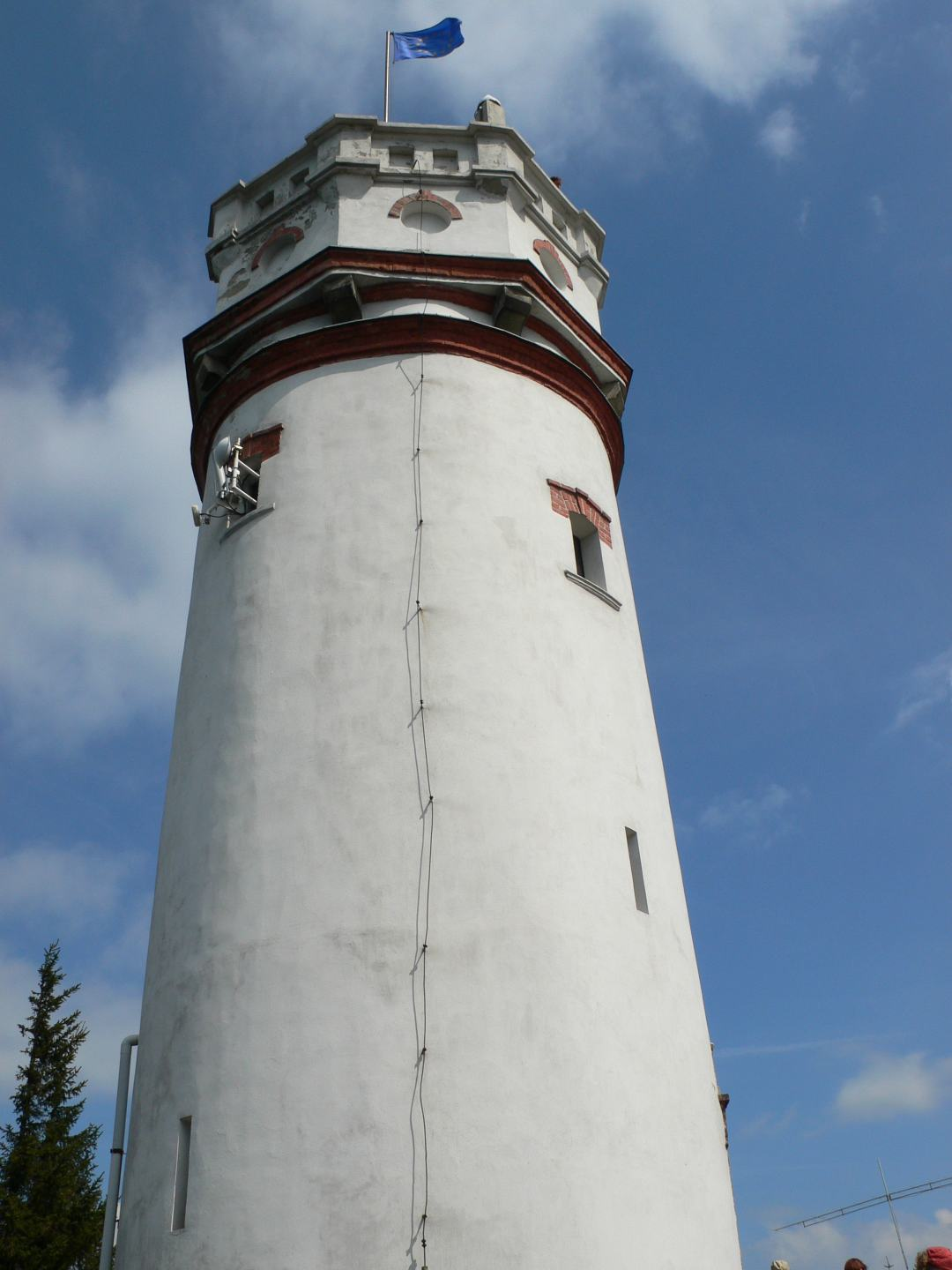
Rozhledna na vrcholu

## Výhled
Z vyhlídkové terasy rozhledny se nabízí pohled na rovinaté Polsko, město Zlaté Hory, hřebeny Hrubého Jeseníku s nejvyšší horou Pradědem i nedalekou rozhlednu Zlatý chlum. Ochoz je opatřen několika šipkami ukazujícími na význačné body.